# Charles S. Hartman
Charles Sampson Hartman, född 1 mars 1861 i Monticello, Indiana, död 3 augusti 1929 i Great Falls, Montana, var en amerikansk politiker och diplomat. Han var ledamot av USA:s representanthus 1893–1899, först som republikan och sedan som silverrepublikan. 
Hartman studerade juridik och inledde 1884 sin karriär som advokat i Bozeman. Han deltog i Montanas konstitutionskonvent år 1889.
Hartman efterträdde 1893 William W. Dixon som kongressledamot och efterträddes 1899 av Albert J. Campbell. Vid den tidpunkten hade Montana enbart en plats i representanthuset.
Mellan 1913 och 1922 tjänstgjorde Hartman som chef för USA:s diplomatiska beskickning i Ecuador. Han avled 1929 och gravsattes på Riverside Cemetery i Fort Benton i Montana.